# Schweizer Badmintonmeisterschaft 1978
Die Schweizer Badmintonmeisterschaft 1978 fand am 4. und 5. Februar 1978 in Bern statt.

## Finalergebnisse
| Disziplin    | Sieger                          | Finalist                       | Ergebnis   |
| ------------ | ------------------------------- | ------------------------------ | ---------- |
| Herreneinzel | Edy Andrey                      | Kurt Schoch                    | 15-8, 15-8 |
| Dameneinzel  | Liselotte Blumer                | Elisabeth Kropf                | 11-3, 11-3 |
| Herrendoppel | Claude Heiniger Roland Heiniger | Edy Andrey Kurt Schoch         | 15-9, 15-6 |
| Damendoppel  | Liselotte Blumer Patricia Kaul  | Mireille Drapel Helen Andrey   | 15-9, 15-7 |
| Mixed        | Edy Andrey Liselotte Blumer     | Claude Heiniger Annette Schoch | 15-8, 15-5 |